# المبرز
المبرّز هي مدينة تقع في مُحافظة الأحساء في المنطقة الشرقية بالمملكة العربية السعودية. وهي البوابة الشمالية لمُحافظة الأحساء. تُعتبر المدينة ذات أهمية تاريخية، حيث كانت المدينة إحدى المدينتين الوحيدتين في واحة الأحساء لعدة قرون مضت، كما كانت المبرز أيضا في فترة من الفترات مركزا لحُكم منطقة الأحساء إضافة إلى أجزاء واسعة من نجد، وقد كان ذلك خلال الفترة من عام 1080 هـ (المُوافق ل1669م أو 1670م) وهي بداية سيطرة براك بن غرير آل حميد (أول حُكام دولة بني خالد) على الأحساء إلى عام 1208 هـ (المُوافق ل1793م أو 1794م) وفيها سُقوط حُكمهم وبداية سيطرة الدولة السعودية الأولى على المنطقة. أما بالنسبة لتاريخ نشأة المدينة، فقد أعادت بعض المصادر التاريخية ذلك إلى النصف الثاني من القرن السابع الهجري. تضُم المدينة مواقع تاريخية مُهمة أبرزها قصر محيرس وقلعة صاهود. كما تضُم أيضا عدة عيون مائية وينابيع حارة من بينها عين الحارة وعين الجوهرية وعين النجم وعين أم سبعة.

## أصل التسمية
ترجعُ أصل تسمية المدينة إلى موقعها الذي كان في الماضي مكاناً تتجمع فيه القوافل قبل انطلاقها ولذلك سُميت باسم المبرز، حيثُ أن الناس كانوا يبرزون إليها قبل الانطلاق. وكان الشيخ محمد العبد القادر قد ذكر أن تسمية المبرز أتت من بروز أهل الأحساء إليها قبل انطلاقهم للحج، وبالتالي فهذا الأمر شبه مُتفق عليه بين جميع أهالي المبرز.

## تاريخ المدينة
يرجعُ تاريخ نشأة المدينة إلى النصف الثاني من القرن السابع الهجري كما ذكرت ذلك بعض المصادر التاريخية وقد كان اسم المبرز اسما لجُزء من الهضبة التي نشأت عليها المدينة، وبها مواقع صخرية متعددة غير قابلة للزراعة. وبعض هذه المواقع كانت مقالع للأحجار، يستخدمُها أهل المدينة في بناء منازلهم. أما عن تاريخ بداية الاستيطان السكاني للمنطقة، فيُعتقد أن وجود السكان في المنطقة بدأ مع وجود قبيلة بني عُقيل بن كعب بن ربيعة بن عامر بن صعصعة الذين أطلق عليهم المُؤرخون في عصرهم تسمية «عرب البحرين» أي بدوها، حيث كانت لهُم السيطرة الواسعة على البادية في عهد الدولة العيونية (466هـ - 636هـ المُوافق ل1076م – 1253 م). أما التأسيس الفعلي للمدينة وتطويرها لم يكن قبل حكم الجبريين والذين كانوا بحاجة لإنشاء حواضر يرتكزون عليها في حكمهم مُقابل النفوذ الرئيسي آنذاك في واحة الأحساء والذي كان مُتركزاً في المناطق الشرقية منها، وهي مناطق مدينتي هجر والأحساء القديمتين.

## المعالم التاريخية
| قصر محيرس قصر محيرس هُو قصر تاريخي يقع في شمال شرقي مركز هيئة مشروع الري والصرف شمال مدينة المبرز، وهو مُحاط بالمباني الجديدة داخل حي الأندلس المعروف باسم (الراشدية) في مُحافظة الأحساء بالمملكة العربية السعودية. وسُمي القصر باسم محيرس نسبة إلى الأمير محيرس الذي بناه في أوائل العهد السعودي، وكلمة "محيرس" هي تصغير لكلمة محرس وتعني الرقابة والحراسة. |
| قصر صاهود قصر صاهود أو قلعة صاهود، هي قلعة تقع خارج الأسوار الغربية لمدينة المبرز، ويواجه مدخله ضاحية الحزم، وقد اُعيد بناؤه بشكل جيد ويستخدم كثكنات للجيش العربي السعودي. |

## الجغرافيا
من الجبال المشهورة في المبرز هُناك جبل الشعبة وجبل القارة
وجبل الأربع، ويوجد أيضا جبل الأصفر وهو يحتوي على الطيور المهاجرة ولم يتم استغلاله لحد الآن فهو مشروع استثمار جيد.

## العيون
عُيون المبرز هي جُزء من ينابيع الأحساء، ومن أهم هاته العُيون هُناك عين الحارة التي تقع وسط المبرز، وعين أم سبعة التي تقع شمال المدينة بالقُرب من قرية القرين. بالإضافة إلى عين الحويرات التي تقع أيضاً في شمال المبرز وذلك وسط قرية المطيرفي، وعين الجوهرية في قرية البطالية شرق المبرز، وعين باهلة شرق المدينة أيضا، وعين أم نجم في وسط المدينة بالقرب من جبل أبو غنيمة. وتُعد عين الصويغ بحي الشروفية من أقدم العيون التجارية وقد نبضت هاته العين قبل سنوات قليلة.

### عين الحارة
عين الحارة هي عين ناضبة تقع في مدينة المبرز بالقُرب من مقبرة المدينة، حجمُها مُتوسط، وسُميت باسم «الحارة» لسُخونة المياه التي تتدفق منها.

### عين الحويرات
عَيْنُ الحُوَيْرَّات هي عين سليمة وواحدة من العُيون الطبيعية في مدينة المبرز، وتوجد شرق قرية المطيرفي شمال مُحافظة الأحساء على جانب الطريق الرئيسية المُؤدية إلى مدينة الدمام. تُعد العين جُزءا من واحة الأحساء، هذه الأخيرة مُسجلة ضمن مواقع التراث العالمي في السعودية

### عين أم سبعة
عين أم سبعة أو عين مُحلّم هي نبع مائي عذب تقع شمال مدينة المبرز بالقُرب من قرية القرين في مُحافظة الأحساء شرق المملكة العربية السعودية. تُعد العين واحدة من الأماكن التي يقصدها سُياح السياحة العلاجية والسياحة الاستجمامية.

### عين الجوهرية

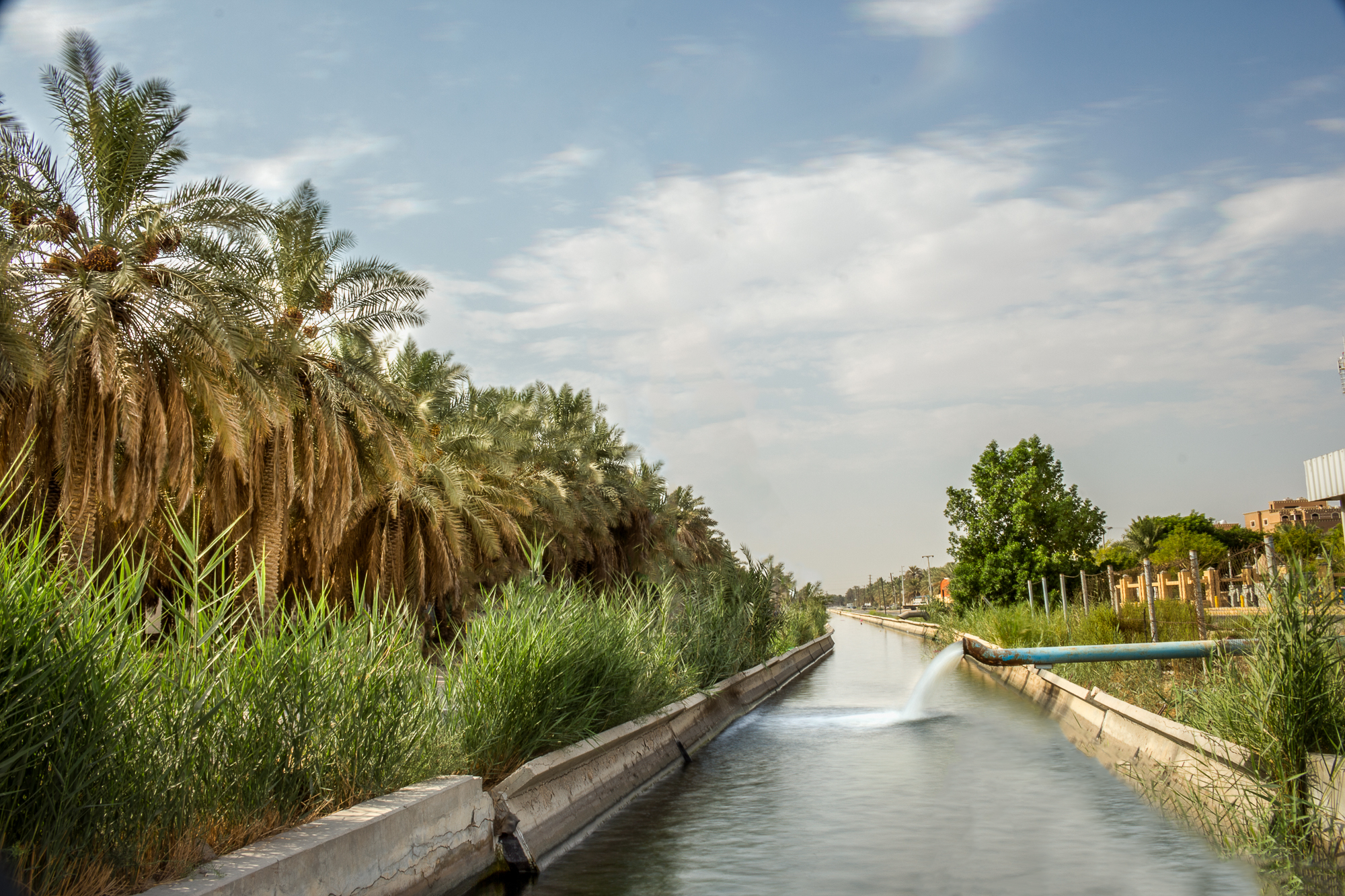
محطة إلتقاء ماء عين الجوهرية ببرنامج الري والصرف في الأحساء

عين الجوهرية هي إحدى عُيون مُحافظة الأحساء في المنطقة الشرقية في السعودية. يرجع أصل تسمية العين باسم «الجوهرية» إلى رجل قديم يُدعى«جوهر». يُقدّر تدفّق المياه فيها إلى حوالي ثلاث آلاف غالون في الدقيقة الواحدة، وهي عين متوسطة الحجم. والعين جُزء من موقع واحة الأحساء، المُسجل ضمن قائمة مواقع التراث العالمي في السعودية الخاصة بمُنظمة اليونسكو.

### عين النجم
عين النجم هي نبع مائي مُتوسط الحجم ذات مياه حارة وكبريتية، تقع على بُعد حوالي كيلومترين غرب مدينة المبرز وذلك وسط حديقة في منطقة المحاسن.

## أحياء المدينة
تنقسم أحياء المبرز إلى قسمين، هُما قسم الأحياء القديمة وقسم الأحياء الحديثة والمُعاصرة. فأما القديمة فهي أحياء الشعبة والعيوني وحي السياسب والمسعودي والمقابل والعتبان وغصيبة والحزم، ويُعتقد أن حي العيوني هُو أقدم أحياء مدينة المبرز.
أما القسم الثاني أي الأحياء الحديثة، فهي حي اليحيى والشروفية والراشدية ((أ) و(ب) و(ج))، وأحياء المشرفة والنزهة وبوسحبل والغسانية، وحي المحاسن التابع لأرامكو والقادسية والخرس والمحمدية وحي السامر والمنقور.

## شخصيات من المدينة

صورة محمد بن حسين العلي

- محمد بن حسين الخليفة (1863 - 21 يونيو 1929) المُوافق ل (1280 - 14 محرم 1348)، كان فقيها شيعيا جعفريا.
- محمد بن حسين العلي (1902 - 3 أكتوبر 1968) المُوافق ل (1320 - 11 رجب 1388)، كان فقيها وقاضيا شيعيا جعفريا.